# FH70
FH70 — буксируемая самодвижущаяся гаубица.

## История
В 1969 году Великобритания и Западная Германия договорились о создании 155-мм гаубицы для замены американской 155-мм гаубицы M114 и британской 5,5-дюймовой пушки. В 1970 году к проекту присоединилась Италия. В 1976 году гаубица была принята на вооружение. Производство велось одновременно в Великобритании, Италии и ФРГ. Также гаубицы по лицензии производила Япония. Гаубица стала аналогом американской гаубицы M198, которую стали производить четырьмя годами позже в 1980 году в Рок-Айленде, штат Иллинойс, Рокайлендским арсеналом.

## Описание
Основные требования, которые были предъявлены при проектировании:
- высокая непрерывная скорострельность;
- высокая мобильность с минимальным временем развёртывания;
- увеличение дальности стрельбы;
- картузное заряжание.

Система включает в себя артиллерийскую часть и люльку с противооткатным устройством и механизмом загрузки снарядов. Полуавтоматическая система загрузки работает при любом угле возвышения ствола и состоит из загрузочного лотка, который поставляет снаряд в казённик. Эта система позволяет стрелять со скоростью 6 выстрелов в минуту. В походном положении ствол разворачивается на 180 градусов в сторону буксирующего средства. Максимальная скорость буксировки составляет до 100 км/ч. Гаубица имеет массу 9,6 тонн с ВСУ. Обслуга состоит из 8 человек. Колёса оборудованы гидравлическими механизмами. В режиме стрельбы гаубица опускается на землю.
Вспомогательная силовая установка расположена в раме в передней части каретки. Гаубица способна перемещаться со скоростью 16 км/ч. При буксировке гаубица может преодолевать брод до 1,5 м, а с помощью ВСУ — до 0,75 м. При отсутствии ВСУ гаубица управляется ручным насосом. Гаубица имеет клиновый затвор.
Гаубица может перемещаться на внешней подвеске CH-47D Chinook. Германия использовала для буксирования 7-тонный грузовик 6×6 MAN, Италия — FIAT 6605 TM (TM69), Великобритания — 6×6 Foden.
Для гаубицы было разработано семейство боеприпасов:
- осколочно-фугасный снаряд L15A1 весом 43,5 кг, с массой ВВ 11,3 кг;
- дымовой снаряд DM105;
- осветительный снаряд DM106.

Помимо этого, может использоваться американский активно-реактивный снаряд M549A1 с дальностью более чем 30 км.

## Боевое применение
Используются украинской стороной в ходе вторжения России на Украину.

## Производство
- Великобритания: Vickers Shipbuilding and Engineering[8]
- Япония: Japan Steel Works[8]
- Италия: OTO Melara[8]
- ФРГ: Rheinmetall[8]

## Эксплуатанты

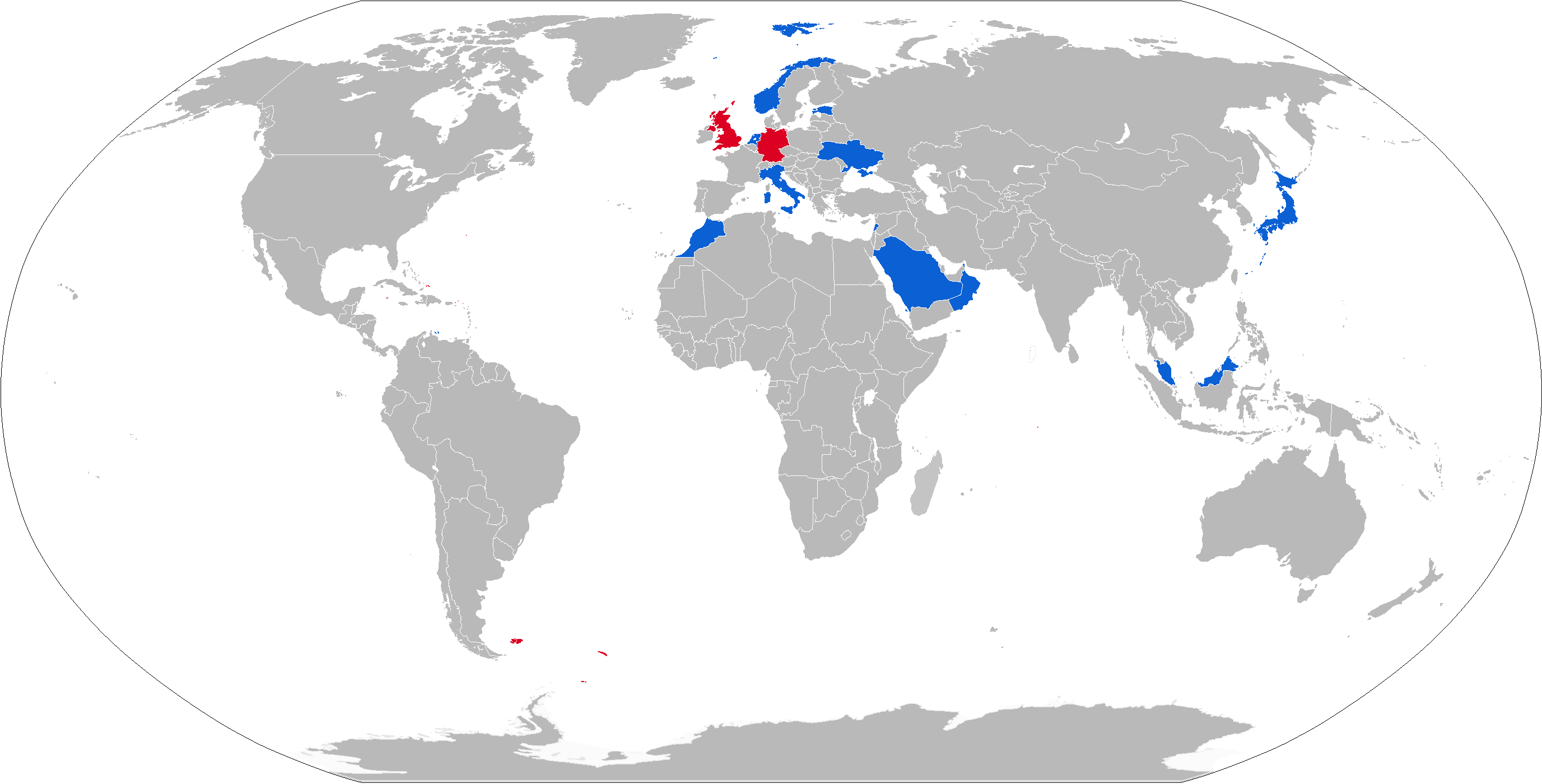
Эксплуатанты

- Италия: 142 единицы по состоянию на 2024 год[9];
- Малайзия: 12 единиц по состоянию на 2019 год[10];
- Марокко: 30 единиц по состоянию на 2019 год[11];
- Оман: 12 единиц по состоянию на 2019 год[12]
- Саудовская Аравия: 40 единиц по состоянию на 2019 год
- Эстония: 24 единицы по состоянию на 2019 год[13];
- Япония: По данным отчёта Японии в ООН, в 2020 году на вооружении имелось 230 гаубиц FH70[14]
- Украина: 20 единиц по состоянию на 2024 год[15].

## Галерея

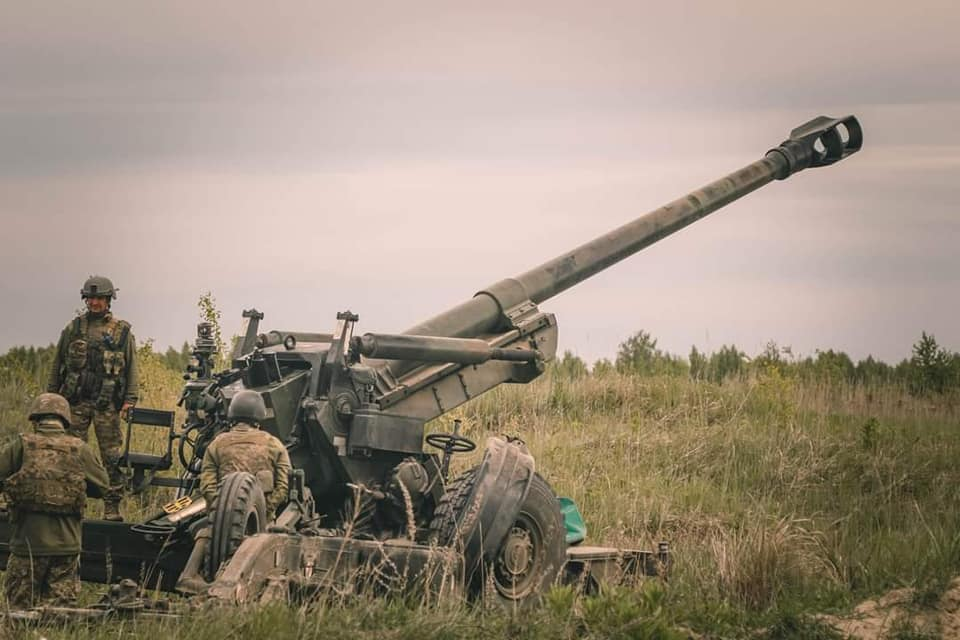
FH70 СВ Украины во время стрельбы, 26 мая 2022 года
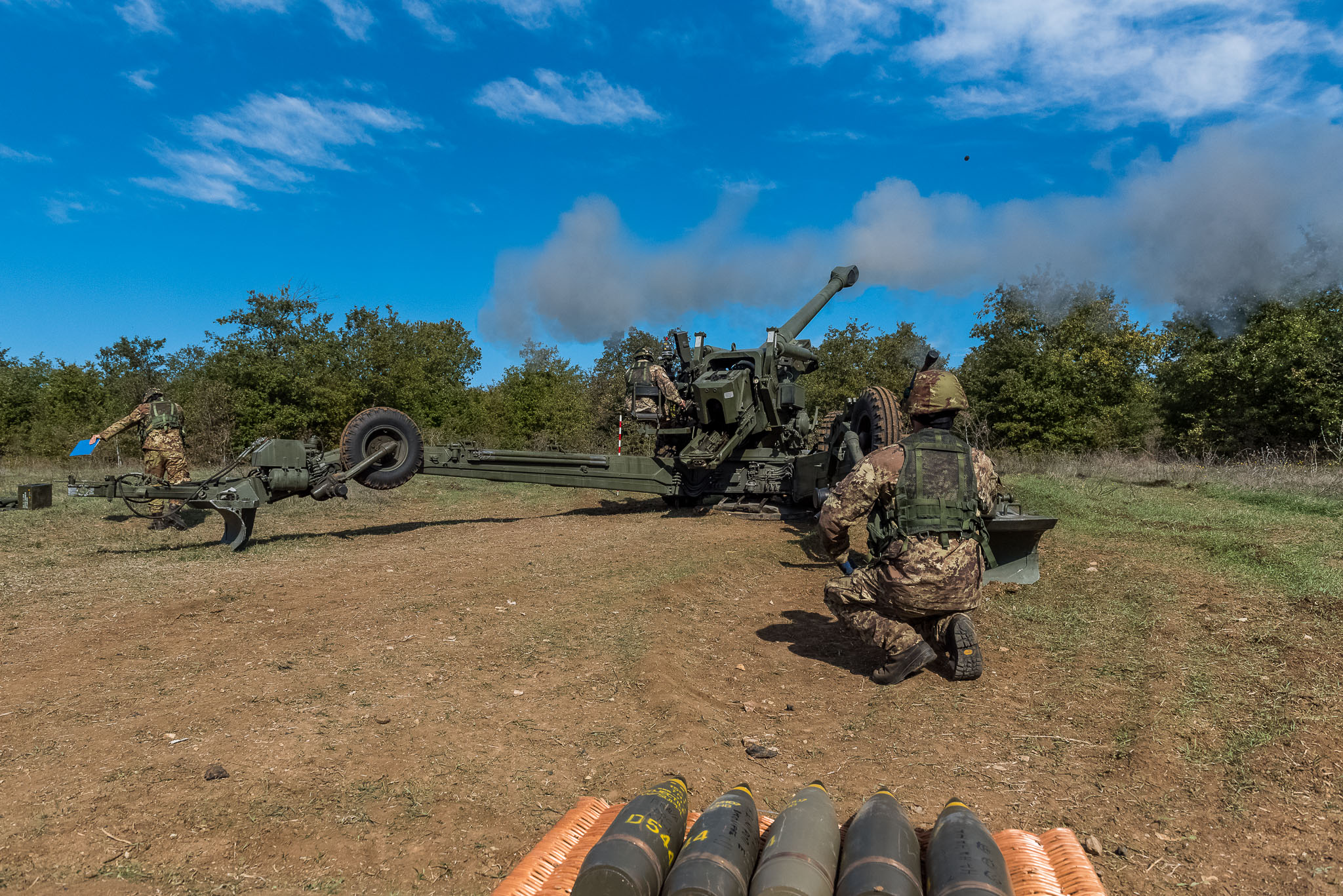
FH70 3-го артиллерийского полка бригады «Юлия» на стрельбах 24 июня 2019 года
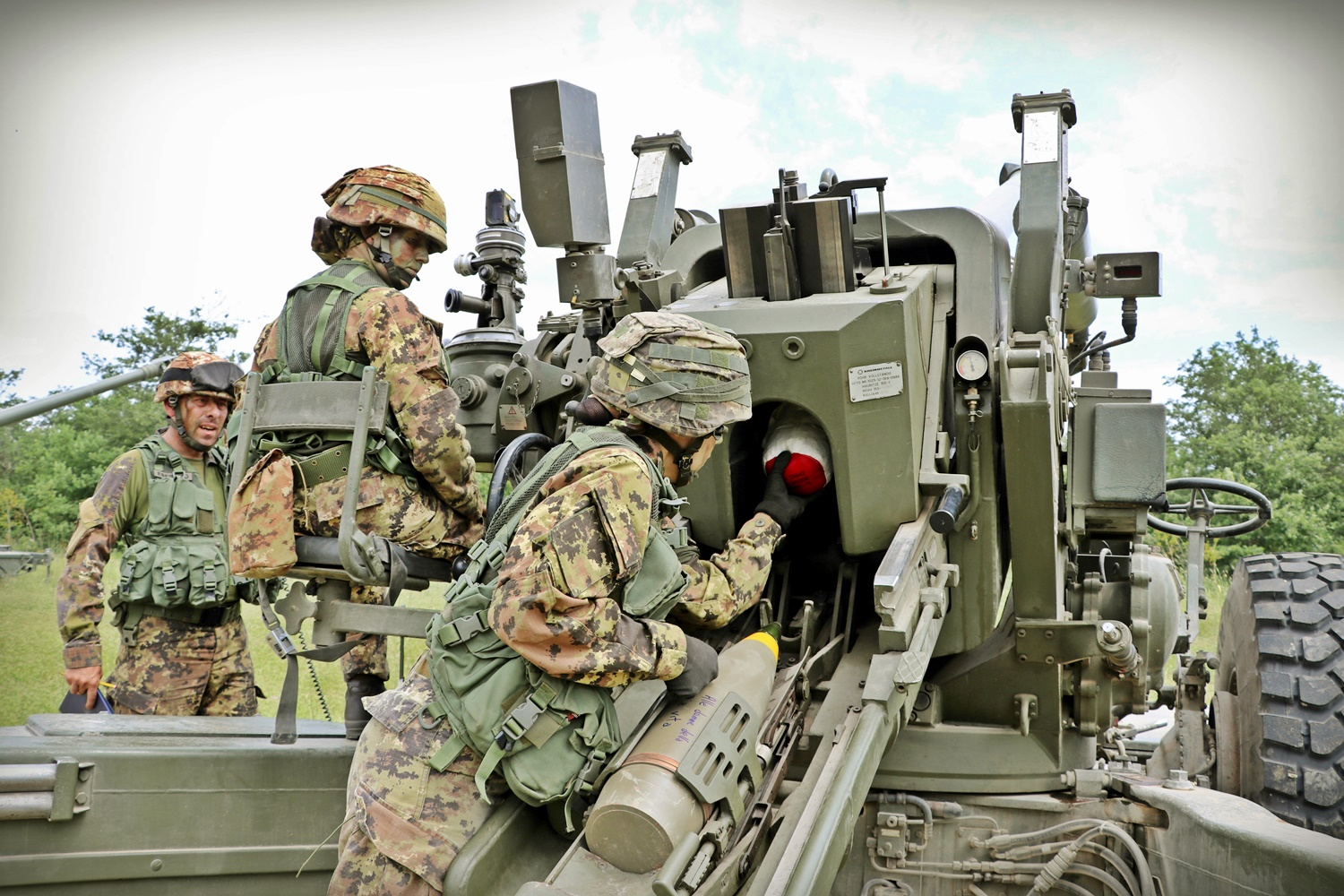
Солдаты 1-го горноартиллерийского полка во время заряжания FH70
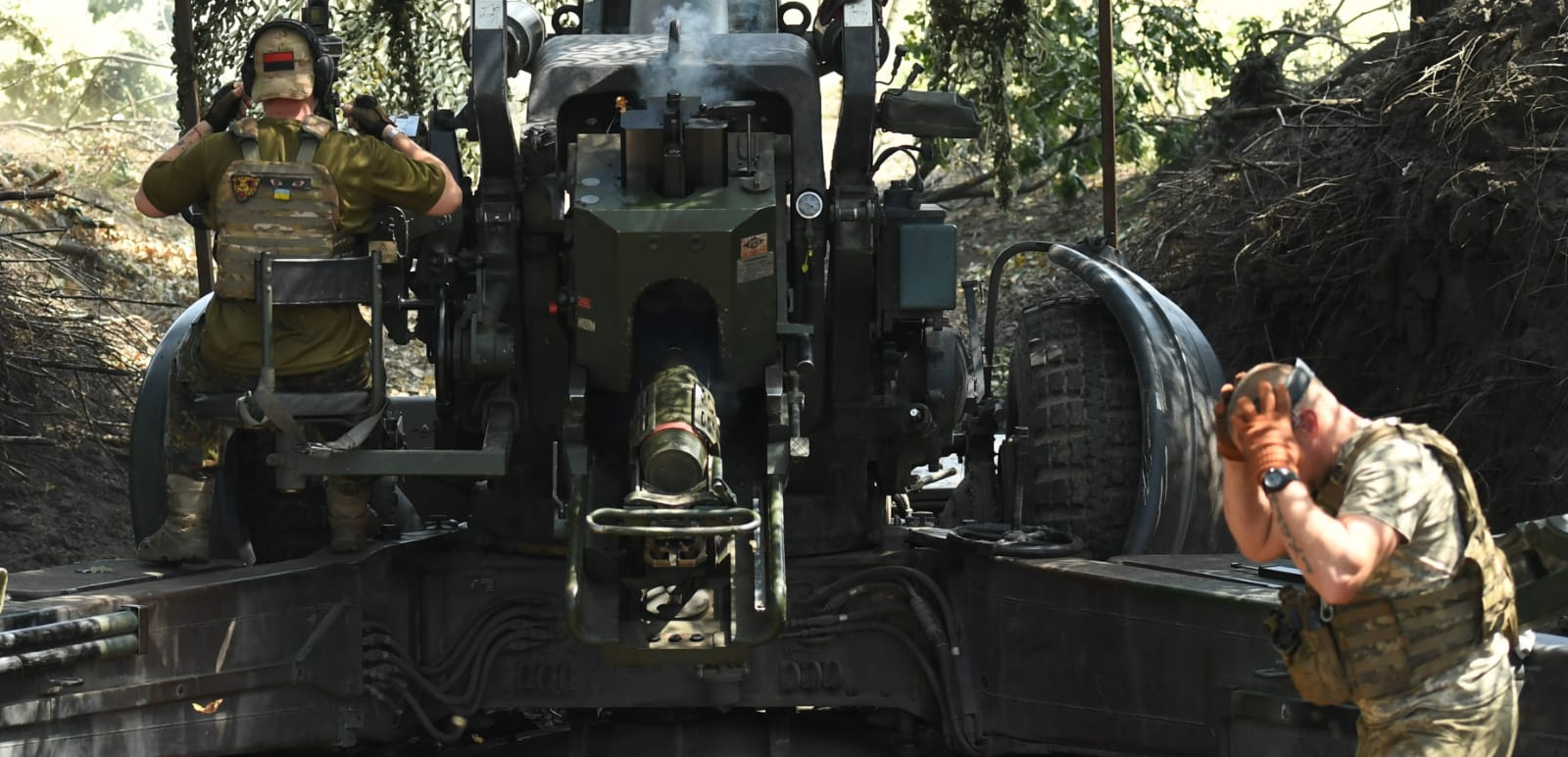
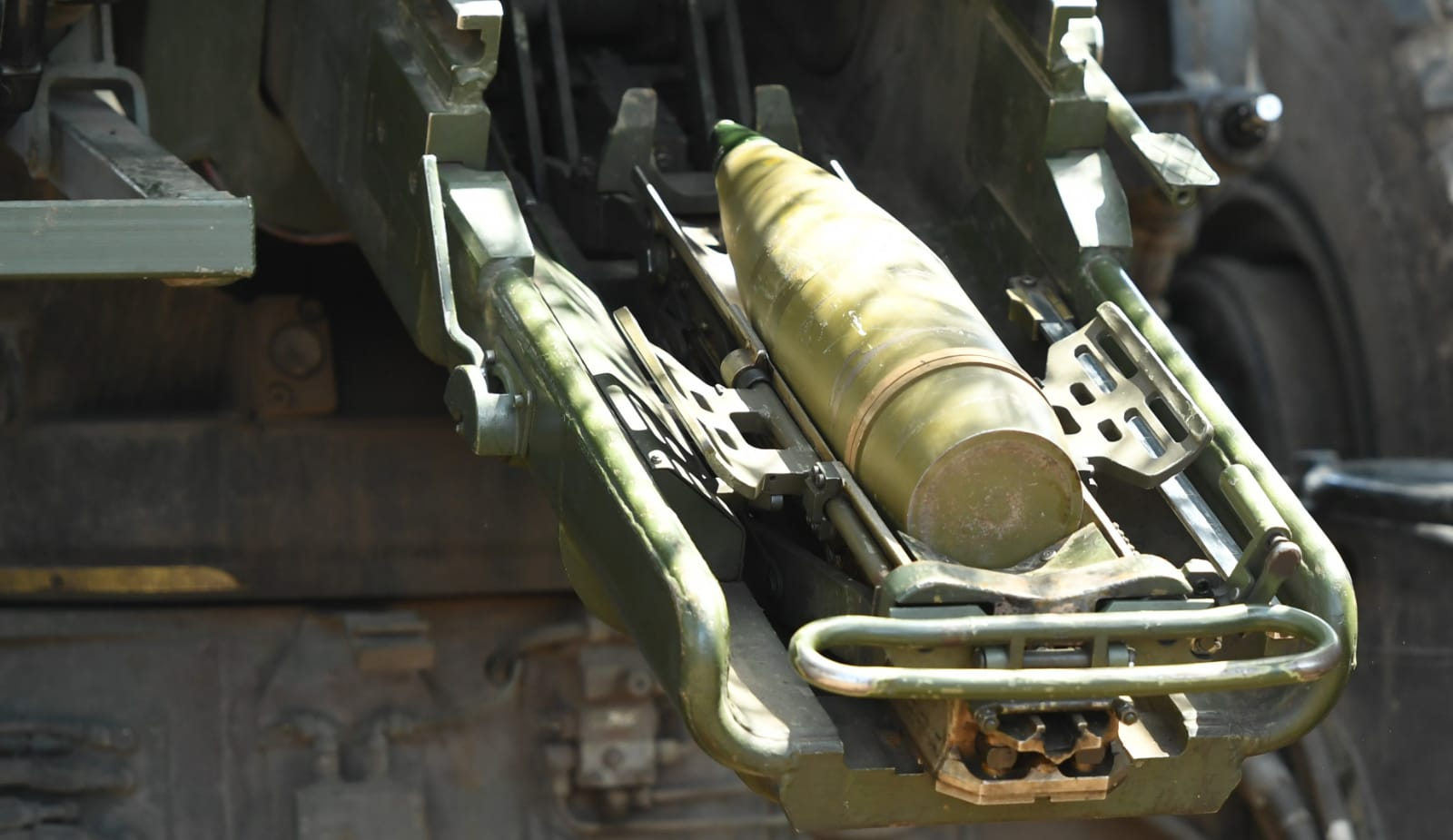